# Hélder Proença
Hélder Magno Proença Mendes Tavares (* 31. Dezember 1956 in Bolama, Guinea-Bissau; † 5. Juni 2009 in Bissau) war ein guinea-bissauischer Dichter, Politiker und Verteidigungsminister von Guinea-Bissau.

## Leben
Helder Proença wurde 1977 mit der Herausgabe einer Gedichtesammlung von verschiedenen Autoren Guineas bekannt. Weitere Werke von ihm, vornehmlich auf Portugiesisch und Kreolisch, befassten sich mit dem Thema des nationalen Wiederaufbaus. Er galt als eine der führenden Personen der neuen guineischen Literatur. Er war zudem Gymnasiallehrer für Geschichte.
Bereits in den 1970er Jahren engagierte er sich für die Unabhängigkeit seines Landes. Er war Vorstandsmitglied der Partido Africano da Independência da Guiné e Cabo Verde (PAIGC), der Partei für die Unabhängigkeit von Guinea und Kap Verde, stellvertretender Staatssekretär für Information, Kultur und Propaganda des Zentralkomitees der Partei und Sekretär für Information und Propaganda des Zentralrats der JAAC (Juventude Africana Amilcar Cabral), der Nachwuchsorganisation der Partei.
Er war Mitglied der Nationalversammlung und hatte mehrfach Ministerämter inne; von 2006 bis 2007 war er Verteidigungsminister in der Regierung von Aristides Gomes unter der Präsidentschaft des im März 2009 ermordeten João Bernardo Vieira.
Er starb 2009 bei einem angeblichen geplanten Putschversuch, an dem er beteiligt gewesen sein soll. Er wurde auf der Straße zwischen Bula, im Norden des Landes, und Bissau, erschossen. Unter den Toten war weiterhin Präsidentschaftskandidat Baciro Dabo. Der ehemalige Ministerpräsident Faustino Imbali wurde von Soldaten verhaftet. Der angebliche Putschversuch zielte offenbar darauf ab, Regierungschef Carlos Gomes Júnior und den Übergangs-Generalstabschef der Armee Jose Zamora Induta zu ermorden.

## Werke
- Não Posso Adiar hat Palavra, 1982
- Alem da dor
- Poèmes dans Poésie d’Afrique au sud du Sahara, Actes Sud, 1995